# Superbit
Superbit is een merknaam voor video-dvd's met een hogere kwaliteit dan "gewone" dvd's. Ook de audiokwaliteit werd verbeterd door het verplicht toevoegen van Dolby Digital en DTS 5.1 surround geluidssporen.
De Superbit-serie startte in oktober 2001 met vijf titels. Dit waren The Fifth Element, Crouching Tiger, Hidden Dragon, Air Force One, Desperado en Johnny Mnemonic. Alleen films uitgegeven door "Columbia TriStar Home Video", een onderdeel van Sony, waren beschikbaar in Superbit.
Om alle ruimte te benutten voor de hogere kwaliteit bevatten Superbit-dvd's statische menu's, minder of geen extra- of bonusmateriaal, zoals interviews en weggelaten scènes.
Superbit-dvd's kunnen door gewone dvd-spelers afgespeeld worden maar zijn MPEG-gecomprimeerd met een bitsnelheid die, volgens Sony, ongeveer 1,5 keer zo hoog is als voor standaard dvd's (6 Mbit tegen 4 Mbit). Dit zorgt voor een hogere kwaliteit, meer detail en minder compressieartefacten, dat vooral op betere thuisbioscoop-installaties zichtbaar is.
Sony's "Superbit Collection" heeft relatief weinig titels, en begin 2007 stopte Sony Pictures Home Entertainment met het uitbrengen van Superbit DVD's om vervolgens de nieuwe Blu-ray-schijven te promoten.